# Otto Graham
Otto Everett Graham jr. (Waukegan, 6 dicembre 1921 – Sarasota, 17 dicembre 2003) è stato un giocatore di football americano e cestista statunitense, che ha giocato nel ruolo di quarterback per tutta la carriera con i Cleveland Browns prima nella All-America Football Conference e poi nella National Football League (NFL).
Graham è ricordato per essere stato uno dei giocatori più dominanti della sua epoca, avendo condotto i Browns in finale ogni anno tra il 1946 e il 1955, vincendone sette. Mentre la maggior parte dei record statistici di Graham sono stati sorpassati nell'epoca moderna, egli detiene tuttora il record in carriera di yard passate per tentativo, con nove. Con Graham dietro il centro, i Browns totalizzarono un record di 114 vittorie, 20 sconfitte e 4 pareggi, compreso un ruolino di marcia di 9–3 nei playoff. George Steinbrenner, per molti anni proprietario dei New York Yankees e amico di Graham, una volta lo definì "il miglior quarterback che ci sarà mai".
Graham crebbe a Waukegan, Illinois, figlio di insegnanti di musica. Entrò nella Northwestern University nel 1940 con una borsa di studi per il basket ma il football divenne presto il suo sport principale. Dopo un breve periodo nell'esercito alla fine della seconda guerra mondiale, Graham giocò nella stagione 1946 per i Rochester Royals della National Basketball League, che quell'anno vinsero il titolo. Paul Brown, allenatore di Cleveland, fece firmare ad "Automatic Otto" un contratto coi Browns, dove ebbe enorme successo. Dopo aver lasciato il football nel 1955, Graham allenò le squadre universitarie nel College All-Star Game e divenne capo-allenatore di football della Coast Guard Academy nel Connecticut. Dopo sette stagioni all'accademia, trascorse tre stagioni di scarso successo come capo-allenatore dei Washington Redskins. Dopo aver rassegnato le dimissioni, fece ritorno alla Coast Guard Academy, dove servì come direttore atletico fino al suo pensionamento nel 1984. Fu inserito nella Pro Football Hall of Fame nel 1965.

## Carriera professionistica

### Cleveland Browns
Dopo aver terminato il suo servizio con la marina alla fine dell'estate del 1946, il training camp dei Cleveland Browns era già iniziato. Preoccupati che Graham non fosse ancora pronto per partire come titolare, i Browns fecero partire Cliff Lewis come titolare nella prima gara della stagione. Graham, ad ogni modo, lo sostituì presto, trovando immediato successo nella formazione d'attacco a T dei Browns. Lanciando ai ricevitori Dante Lavelli e Mac Speedie, Graham guidò la squadra a un record di 12–2 nella stagione regolare, giungendo alla finale della AAFC contro i New York Yankees. I Browns vinsero la partita, iniziando un periodo di dominio. La squadra vinse quattro titoli consecutivi della AAFC tra il 1946 e il 1949, ed ebbe la prima stagione perfetta della storia del football professionistico, finendo imbattuta nel 1948.
Le giocate di Graham si rivelarono cruciali nei successi di Cleveland. Egli mantenne una media di 10,5 per passaggio e un passer rating di 112,1 nel 1946, un record che resistette fino a quando Joe Montana lo sorpassò nel 1989. Graham fu nominato miglior giocatore della AAFC nel 1947, premio che vinse anche l'anno successivo, in coabitazione con Frankie Albert dei San Francisco 49ers. Egli guidò inoltre la lega in passaggi dal 1947 al 1949. La AAFC si dissolse dopo la stagione 1949 e tre delle sue squadra, compresi i Browns, si unirono alla più stabile National Football League. Graham fu il leader di tutti i tempi della AAFC con 10.085 yard passate e 86 touchdown.
Con Graham in cabina di regia, i Browns continuarono a mietere successi anche dopo l'approdo nella NFL nel 1950. La squadra mise in fretta i dubbi sulle sue effettive capacità, messe in dubbio da alcuni osservatori che li ritenevano solamente una buona squadra in una AAFC poco competitiva. Graham guidò la squadra a un record di 10–2, giungendo alla gara di playoff contro i New York Giants, valevole per un posto in finale. Le uniche due sconfitte nella stagione regolare dei Giants erano giunte proprio contro i Giants, ma in un Cleveland Stadium congelato il 17 dicembre, Cleveland cambiò le sorti della partita. Con la gara sul 3–3 nel quarto periodo, Graham corse per 45 yard permettendo a Lou Groza di calciare il field goal vincente dalle 28 yard. I Browns sigillarono la vittoria finale per 8–3 con una safety dopo il successivo kickoff.
La vittoria sui Giants permise a Cleveland di giocare la finale del campionato contro i Los Angeles Rams. Le corse e i passaggi di Graham furono ancora la chiave della vittoria dei Browns 30–28. Nell'ultimo drive della partita, Otto guidò la squadra nella posizione di campo utile a calciare con Groza il field goal che siglò la vittoria, mentre il tempo stava scadendo. Graham corse per 99 yard nella partita, passandone altre 298 con 4 touchdown.
Cleveland terminò la stagione 1951 con un record di 11-1, perdendo solo coi San Francisco 49ers nella gara di apertura. I Browns giunsero nuovamente in finale, ancora contro i Rams, che li batterono 27–17. Graham perse un fumble nel terzo periodo, permettendo ai Rams di segnare il touchdown che li portò in vantaggio 14–10. Inoltre Otto subì 3 intercetti, terminando tuttavia con cifre di tutti rispetto, con 280 yard passate e un touchdown. A fine stagione, Graham fu nominato miglior giocatore della lega.

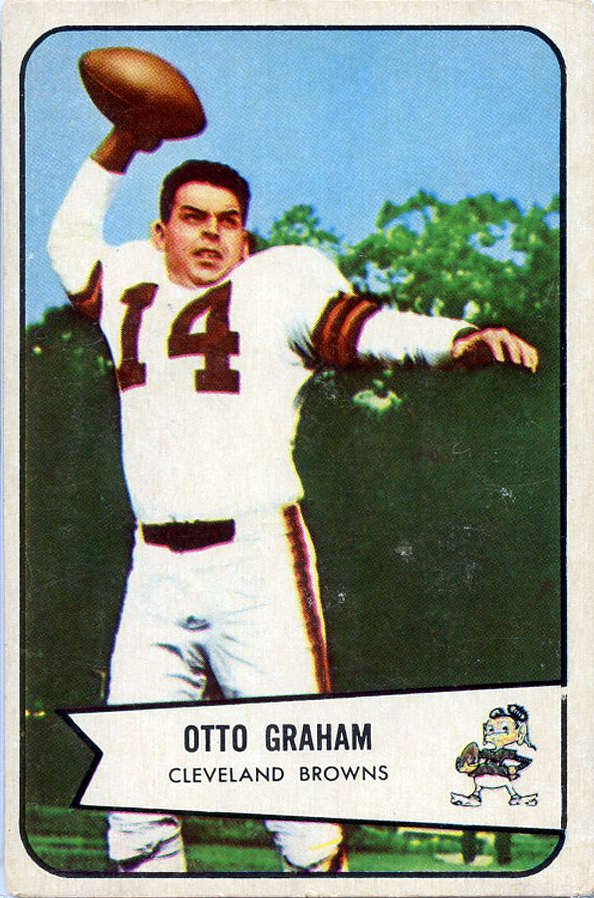
Graham in una card del 1954.

Cliff Lewis, per lungo tempo riserva di Graham, si ritirò prima della stagione 1952 e Paul Brown iniziò a considerare il futuro della squadra dopo Graham. Graham era all'epoca trentenne e con ancora almeno un paio di buone stagioni in serbo, ma Brown acquisì George Ratterman come sua riserva. Con Graham ancora titolare, Cleveland terminò la stagione 1952 con un record di 9–3 e affrontò i Detroit Lions nella finale del campionato NFL. Fu una gara frustrante per Graham e i Browns: malgrado aver guadagnato 384 yard totali contro le 258 di Detroit, la squadra perse la seconda finale consecutiva. I Browns giocarono diversi lunghi drive, terminati però con field goal sbagliati e un touchdown nel quaquarto periodo fu negato a Graham perché il suo passaggio a Pete Brewster era stato prima toccato dal ricevitore Ray Renfro: secondo le regolare dell'epoca, un passaggio toccato da un compagno di squadra offensivo veniva classificato automaticamente come un intercetto. La sofferenza per la seconda finale persa consecutiva, comunque, impallidì di fronte al lutto che colpì Graham il 2 gennaio 1953. Mentre Graham si stava allenando per il Pro Bowl a Los Angeles, il figlio di sei settimane Stephen morì a causa di un grave raffreddore.
La stagione 1953 iniziò con una vittoria per 27–0 sui Green Bay Packers in cui Graham passò per 292 yard e corse per 2 touchdown. Fu la prima di 11 vittorie consecutive per i Browns, che persero solo nell'ultima gara della stagione per mano dei Philadelphia Eagles. Verso la fine della stagione, in una gara contro i 49ers, Graham subì una gomitata in faccia da Art Michalik che gli procurò una ferita che richiese 15 punti di sutura. Il casco di Graham fu modificato con una barra in plastica trasparente, dopodiché fece ritorno nella gara; l'infortunio fece ispirare lo sviluppo delle moderne maschere di protezione, che presto divennero obbligatorie. Malgrado un record di 11–1, Cleveland perse in finale per il terzo anno consecutivo, nuovamente contro i Detroit Lions 17–16. Graham lanciò due intercetti e non dimostrò la consueta forma nella partita. Dopo la partita affermò che avrebbe voluto "buttarsi da un edificio" per non essere stato all'altezza. "Io sono stato il principale colpevole della sconfitta" disse "Se avessi giocato come al solito, avremmo vinto". Malgrado ciò, Graham guidò nuovamente la lega in passaggi e vinse il titolo di MVP della stagione.
Prima dell'inizio del training camp del 1954, Graham fu interrogato in merito al caso dell'omicidio di Sam Sheppard. Sheppard, un osteopata, fu accusato di aver colpito a morte la moglie incinta, e Graham e sua moglie, Beverly, erano amici della coppia. Graham disse alla polizia che, malgrado a lui e Beverly piacessero gli Sheppard, non conosceva molto della loro relazione.
La stagione 1954 fu di transizione per i Browns. Molti dei giocatori che facevano parte della squadra dal 1946 si erano ritirati o erano vicini alla fine delle loro carriere. Graham, dal canto suo, disse a Brown che si sarebbe ritirato alla fine della stagione. Nonostante tutti quei cambiamenti, la stagione 1954 si rivelò solida sia per Graham che per i Browns. Dopo aver perso le prime 3 partite, Cleveland vinse otto partite consecutive, giungendo in finale, per la terza volta consecutiva contro i Lions. Quella volta, il punteggio non fu equilibrato. I Browns vinsero 56–10 con Graham che corse 3 touchdown e ne passò altri tre. Dopo la gara, Otto annunciò il proprio ritiro.
Dopo che i potenziali eredi di Graham faticarono nel training camp e nella pre-stagione 1955, Brown convinse Graham a giocare un ultimo anno. Gli fu offerto un salario di 25.000 dollari, rendendolo il giocatore più pagato della NFL.I Browns persero la prima stagionale contro i Washington Redskins, ma terminarono 10–2 la stagione regolare, giungendo in finale per il decimo anno consecutivo tra AAFC e NFL. Graham lanciò due touchdown e corse per altri due coi Brown che batterono i Rams 38–14. Quando Brown tolse Graham dalla partita nel quarto periodo, la folla del Los Angeles Coliseum gli tributò una standing ovation. Nell'ultima gara da professionista, Graham vinse il settimo titolo in dieci anni di carriera. "Nulla mi indurrebbe a tornare" disse in seguito. Anche in quell'ultima stagione guidò la NFL in passaggi e fu nominato miglior giocatore della stagione. Inoltre vinse l'Hickok Belt, un premio al miglior atleta dell'anno. Senza Graham, i Browns affondarono la stagione successiva a un 5–7 di record, la loro prima stagione perdente della storia.

## Palmarès

### Franchigia
- Campionati NFL : 3

Cleveland Browns: 1950, 1954, 1955
- Campionati AAFC: 4

Cleveland Browns: 1946, 1947, 1948, 1949

### Individuale
- Convocazioni al Pro Bowl: 5

1950, 1951, 1952, 1953, 1954
- First-Team All-Pro: 9

1946, 1947, 1948, 1949, 1951, 1952, 1953, 1954, 1955
- Second-Team All-Pro: 1

1950
- UPI NFL MVP: 3

1951, 1953, 1955
- AAFC MVP: 2

1947, 1948 (1948 condiviso)
- MVP del Pro Bowl: 1

1950
- Leader della NFL in passaggi da touchdown: 1

1952
- Formazione ideale del 75º anniversario della National Football League
- Formazione ideale del 100º anniversario della National Football League
- Formazione ideale della NFL degli anni 1950
- Numero 14 ritirato dai Browns
- Pro Football Hall of Fame
- Classificato al #15 tra i migliori 100 giocatori tutti i tempi da NFL.com

## Statistiche
| Partite totali             | 126    |
| Partite totali da titolare | 126    |
| Yard lanciate              | 23.584 |
| Touchdown                  | 174    |
| Intercetti subiti          | 135    |
| Passer rating              | 86,6   |